# San'yōdō
San'yōdō (山陽道) é um termo que denotava uma antiga divisão regional do Japão, correspondendo a boa parte da atual região de San'yō, bem como a estrada principal que cortava a região. San'yō significa "O lado ensolarado da montanha", enquanto dō, dependendo do contexto, pode ser uma estrada, ou um circuito, no sentido de delinear uma região. O nome deriva da ideia de que o lado sul da cadeia de montanhas que corta a ilha de Honshū era o lado "ensolardo", enquanto o norte era o lado "escuro" (山陰 San'in).

San'yōdō

A região foi estabelecida como parte do Gokishichidō (cinco províncias e sete circuitos) durante o Período Asuka (538-710), e consistia das seguintes oito províncias: Harima, Mimasaka, Bizen, Bitchū, Bingo, Aki, Suō e Nagato. Entretanto, esse sistema foi desaparecendo ao longo dos séculos a partir do Período Muromachi (1333-1467).
A estrada San'indō, contudo, continuou sendo importante, e muito utilizada durante o Período Edo (1603-1867). Percorrendo leste a oeste, seu término do lado oriental, assim como a maioria das estradas medievais (街道, kaidō), era Kyoto. Dali, seguia até Fushimi, Yodo, Yamasaki e Hyōgo; daí seguia pela costa do Mar Interior até Hagi, perto de Shimonoseki, o término ocidental tanto de San'yōdō como de San'indō, muito próximo do extremo ocidental da ilha de Honshū. Tinha um total de 145 ri (aproximadamente 600km).
Como se poderia imaginar, a estrada teve um importante papel estratégico e logístico em diversas situações militares ao longo dos anos. Go-Daigo no século XIV, Toyotomi Hideyoshi no século XVI e muitos outros a usaram para fugir de conflitos, para retornar ao núcleo do país (kinai), ou para mover tropas. Vários daimyō usaram a estrada durante suas viagens obrigatórias (sankin kotai) até Edo sob o xogunato Tokugawa. E claro, a estrada servia para o transporte cotidiano de mercadores, artistas, peregrinos e outras pessoas comuns.

As atuais estradas Rota 2, San'yō Expressway, e a Linha Principal San'yō da West Japan Railway Company seguem a rota aproximada da San'yōdō.